# Sumnerkammen
Sumnerkammen är en bergstopp i Antarktis. Den ligger i Östantarktis. Norge gör anspråk på området. Toppen på Sumnerkammen är 2 310 meter över havet.
Terrängen runt Sumnerkammen är kuperad söderut, men norrut är den platt. Trakten är obefolkad. Det finns inga samhällen i närheten. 